# Râul Câinele
Râul Câinele sau Râul Rarița este un curs de apă, afluent al râului Olănești. 